# Kronjungfrukam
Kronjungfrukam, Aphanes microcarpa (Boiss. & Reut.) Maire  är en rosväxt.
Kronjungfrukam ingår i släktet jungfrukammar och familjen rosväxter. 
Inga underarter finns listade i Catalogue of Life.